# Banffs nationalpark

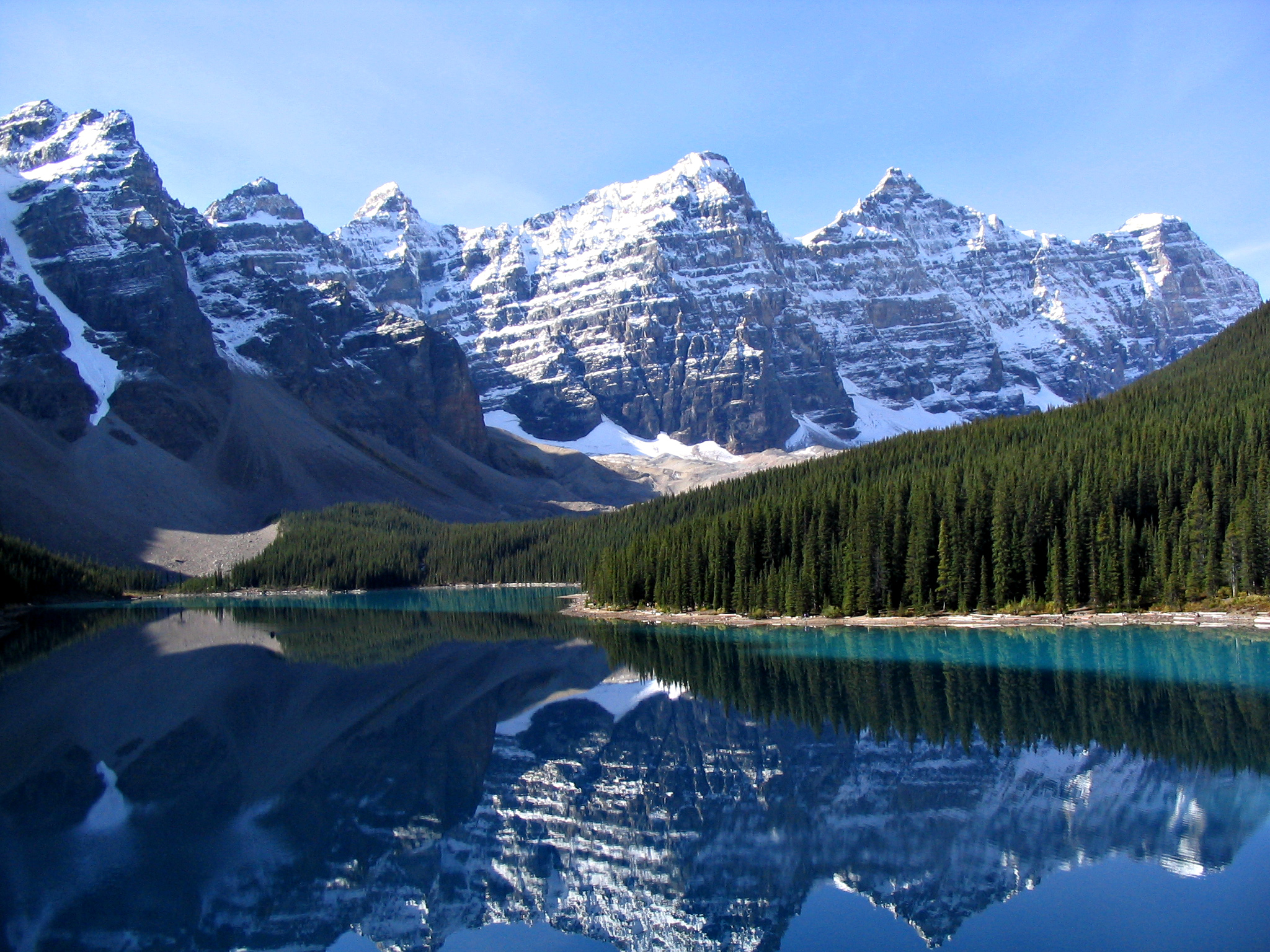
Moraine Lake, 17 september 2005.

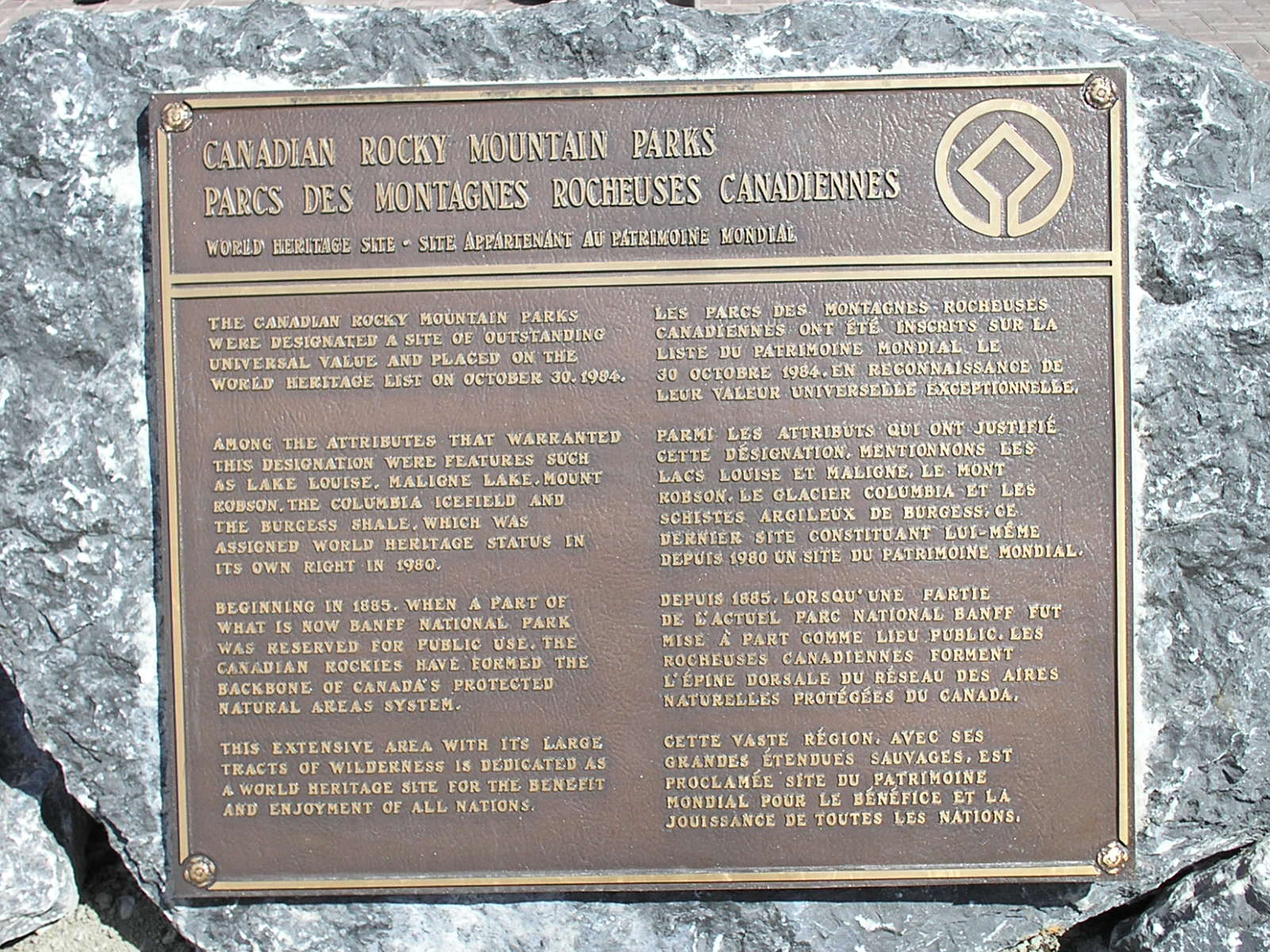
Skylt som upplyser om att Banff National Park är en av de parker i kanadensiska Klippiga bergen som är ett världsarv.

Banffs nationalpark är Kanadas första nationalpark, etablerad 1885, i kanadensiska Klippiga bergen. Parken ligger 12 mil väster om Calgary, Alberta. Nära parken finns staden Banff. Parken är också ett världsarvsområde. Den är 6 641 km² stor och gränsar till tre andra nationalparker; Jasper, Kootenay och Yoho.
Banff National Park ligger i Klippiga bergen på Alberta västra gränsen till British Columbia i ekoregionen Alberta Mountain Forests. Staden Banff ligger 128 kilometer väster om Calgary och 401 kilometer sydväst om Edmonton. 

## Historia
Genom sin historia har Banffs nationalpark formats av spänningar mellan naturvårdsintressen och markägarintressen. Parken grundades den 25 november 1885 som Banff Hot Springs Reserve, som svar på motstridiga påståenden om vem som upptäckte varma källor där och vem som hade rätt att utveckla dem för kommersiella intressen. Naturvårdarna segrade när premiärminister John A. Macdonald avsatte de varma källorna som ett litet skyddat reservat, som senare utvidgades till att omfatta Lake Louise och andra områden som sträckte sig norrut till Columbia Icefield.

## Geografi
Jasper National Park gränsar till Banff National Park i norr, medan Yoho nationalpark ligger i väster och Kootenay nationalpark ligger i söder. Kananaskis Country, som inkluderar Bow Valley Wildland Provincial Park, Spray Valley Provincial Park, och Peter Lougheed Provincial Park, ligger söder och öster om Banff. Trans-Canada Highway passerar genom Banff National Park, från den östra gränsen nära Canmore, genom staden Banff och byn Lake Louise och in i Yoho National Park i British Columbia. Byn Lake Louise ligger vid korsningen mellan Trans-Canada Highway och Icefields Parkway, som sträcker sig norrut till stadsdelen Jasper.

### Banff
Banff, som grundades 1885, är det viktigaste kommersiella centret i Banff National Park, liksom det är ett centrum för kulturaktiviteter. I Banff finns flera kulturinstitutioner, inklusive Banff Center, Whyte-museet, Buffalo Nations Luxton-museet, Cave and Basin National Historic Site och flera konstgallerier. Genom sin historia har Banff varit värd för många årliga evenemang, inklusive Banff Indian Days som började 1889, och Banff Winter Carnival. Sedan 1976 har Banff Center organiserat Banff Mountain Film Festival. 1990 införlivades Banff som en stad i Alberta, men är fortfarande underställd National Parks Act och federal myndighet när det gäller planering och utveckling. I folkräkningen 2017 hade staden Banff en permanent befolkning på 8 865 invånare samt 793 icke-permanenta invånare, en total befolkning på 9 658 personer. Bow River flödar genom staden Banff, med Bow Falls beläget i utkanten av staden.

### Lake Louise
Lake Louise, en by som ligger 54 km nordväst om staden Banff, är landmärket Chateau Lake Louise i utkanten av Lake Louise. Moraine Lake ligger 15 km från Lake Louise och erbjuder en vacker utsikt över Valley of the Ten Peaks. Denna scen avbildades på baksidan av den kanadensiska sedeln på 20 dollar, i serien 1969–1979 ("Scenes of Canada"). Lake Louise Mountain Resort ligger också nära byn. Lake Louise är en av de mest besökta sjöarna i världen och är inramad i sydväst av Mount Victoria Glacier.

### Icefields Parkway
Icefields Parkway är en 227 kilometer lång väg som förbinder Lake Louise till Jasper, Alberta. Parkway har sitt ursprung vid Lake Louise och sträcker sig åt norr uppför Bow Valley, och förbi Hector Lake, som är den största naturliga sjön i parken. Andra natursköna sjöar nära parkvägen är Bow Lake och Peyto Lake, båda norr om Hector Lake. Icefields Parkway korsar sedan Bow Summit (2 088 meter) och följer Mistaya River till Saskatchewan Crossing, där den flyter samman med floderna Howse River och North Saskatchewan River. Bow Summit är den högsta höjd som korsas av en allmän väg i Kanada.

## Djurliv
Parken har 56 registrerade däggdjursarter. Grizzlybjörn och svartbjörn finns i skogsområdena. nordamerikansk puma, lodjur, järv, rödräv, vessla, nordamerikansk flodutter, prärievarg och varg är de primära rovdjuren. Älg, svartsvanshjort och vitsvanshjort är vanliga i parkens dalar, och även runt (och ibland i) staden Banff, medan  älgarna   håller sig främst vid våtmarker och nära bäckar. I de alpina regionerna är grått murmeldjur, tjockhornsfår, snöget och nordamerikansk pika är utbredda. Andra däggdjur som nordamerikansk bäver, nordamerikanskt trädpiggsvin, ekorre, jordekorre, och snöskohare är de vanligare observerade mindre däggdjuren. Vildrenen caribou är ett av de mest sällsynta djuren i nationalparken, men en lavin 2009 kan ha dödat de sista fem renar som fanns kvar inom parkens gränser.
Snigeln Physella johnsoni, som är starkt hotad, finns vid nationalparkens varma källor.